# Quint Fabi Màxim Al·lobrògic
|  | Pel seu fill, vegeu Quint Fabi Màxim (fill de l'Al·lobrògic) |

Quint Fabi Màxim Al·lobrògic (en llatí: Quintus Fabius Q. f. Q. n. Maximus Allobrogicus) va ser un magistrat romà. Era fill de Quint Fabi Màxim Emilià, i formava part de la família patrícia dels Fabi Màxim, una branca de la gens Fàbia.
Va ser elegit cònsol l'any 121 aC, juntament amb Luci Opimi. Va lluitar a la Gàl·lia, on va derrotar els al·lòbroges i el seu aliat el rei Bituitus dels arverns a la batalla de l'Isara (en). El seu triomf, celebrat a Roma l'any següent (De Allobrogibus et Rege Aruerorum Betulto, diuen els fastos), es va fer famós per l'espectacle del rei Bituit, que li conduïa el carro i exhibia l'armadura de plata que havia portat a la batalla. Amb motiu de la victòria i el triomf, va rebre l'agnomen d'Al·lobrògic amb què és conegut habitualment.
Del botí fet a l'Alvèrnia, Fabi va erigir el Fornix Fabianus, el primer arc de triomf erigit a Roma, que travessava la Via Sacra prop del temple de Vesta, on va col·locar una estàtua seva. Per la mort el 129 aC del seu pare, Escipió Emilià, va oferir un banquet als ciutadans i va pronunciar el seu discurs fúnebre. Ciceró diu que era un home de lletres i un bon orador. Va ser també censor l'any 108 aC.